# Magyarország az 1994-es junior atlétikai világbajnokságon
Magyarország a portugáliai Lisszabonban megrendezett 1994-es junior atlétikai világbajnokság egyik részt vevő nemzete volt, 19 sportolóval képviseltette magát.

## Érmesek
| Érem      | Versenyző   | Versenyszám   | Dátum      |
| --------- | ----------- | ------------- | ---------- |
| Ezüstérem | Róth Miklós | 400 m gát     | július 22. |
| Bronzérem | Kovács Réka | Gerelyhajítás | július 22. |

## Eredmények
| Versenyző       | Versenyszám | Előfutam | Előfutam | Elődöntő | Elődöntő | Döntő    | Döntő     |
| Versenyző       | Versenyszám | Idő      | Hely.    | Idő      | Hely.    | Idő      | Helyezés  |
| --------------- | ----------- | -------- | -------- | -------- | -------- | -------- | --------- |
| Dobos Gábor     | 100 m       | 10,76    | 4.       | kiesett  | kiesett  | kiesett  | kiesett   |
| Róth Miklós     | 400 m gát   | 52,03    | 1.       | 51,04    | 2.       | 50,85    | Ezüstérem |
| Eckermann Tibor | 400 m gát   | 52,84    | 5.       | kiesett  | kiesett  | kiesett  | kiesett   |
| Bácskai Zsolt   | 10 000 m    |          |          |          |          | 30:57,10 | 21.       |
| Bácskai Zsolt   | 20 km       |          |          |          |          | 1:04,24  | 7.        |

| Versenyző        | Versenyszám   | Selejtező | Selejtező | Döntő    | Döntő    |
| Versenyző        | Versenyszám   | Eredmény  | Hely.     | Eredmény | Helyezés |
| ---------------- | ------------- | --------- | --------- | -------- | -------- |
| Zsivoczky Attila | Magasugrás    | 2,15 m    | 1.        | 2,20 m   | 4.       |
| Kovács Ákos      | Rúdugrás      | 4,80 m    | 11.       | kiesett  | kiesett  |
| Bangó Zoltán     | Diszkoszvetés | 49,34 m   | 7.        | kiesett  | kiesett  |
| Fazekas Róbert   | Diszkoszvetés | 52,74 m   | 6.        | 53,24 m  | 6.       |
| Fazekas Róbert   | Kalapácsvetés | 57,74 m   | 10.       | kiesett  | kiesett  |
| Horváth Norbert  | Kalapácsvetés | 61,36 m   | 2.        | 63,60 m  | 6.       |

### Női
| Versenyző           | Versenyszám      | Előfutam | Előfutam | Elődöntő | Elődöntő | Döntő    | Döntő    |
| Versenyző           | Versenyszám      | Idő      | Hely.    | Idő      | Hely.    | Idő      | Helyezés |
| ------------------- | ---------------- | -------- | -------- | -------- | -------- | -------- | -------- |
| Csoszánszky Szilvia | 800 m            | 2:06,48  | 3.       | 2:06,41  | 4.       | 2:10,75  | 8.       |
| Tusai Brigitta      | 1500 m           | 4:27,12  | 8.       |          |          | kiesett  | kiesett  |
| Vári Edit           | 100 m gát        | 14,55    | 6.       | kiesett  | kiesett  | kiesett  | kiesett  |
| Pesti Mónika        | 5000 m gyaloglás |          |          |          |          | 22:24,79 | 9.       |

| Versenyző     | Versenyszám   | Selejtező | Selejtező | Döntő    | Döntő     |
| Versenyző     | Versenyszám   | Eredmény  | Hely.     | Eredmény | Helyezés  |
| ------------- | ------------- | --------- | --------- | -------- | --------- |
| Győrffy Dóra  | Magasugrás    | 1,83 m    | 7.        | 1,80 m   | 7.        |
| Sugár Barbara | Diszkoszvetés | 44,40 m   | 7.        | kiesett  | kiesett   |
| Kovács Réka   | Gerelyhajítás | 52,08 m   | 3.        | 55,88 m  | Bronzérem |
| Antál Katalin | Gerelyhajítás | 54,64 m   | 1.        | 46,56 m  | 12.       |

| Versenyző    | Versenyszám | 100 m gát | Magasugrás | Súlylökés | 200 m | Távolugrás | Gerelyhajítás | 800 m   | Végeredmény | Végeredmény |
| Versenyző    | Versenyszám | Idő       | Eredmény   | Eredmény  | Idő   | Eredmény   | Eredmény      | Idő     | Pont        | Helyezés    |
| ------------ | ----------- | --------- | ---------- | --------- | ----- | ---------- | ------------- | ------- | ----------- | ----------- |
| Ináncsi Vera | Hétpróba    | 15,06     | 1,76 m     | 12,98 m   | 26,62 | 5,44 m     | 51,94 m       | 2:23,00 | 5596        | 6.          |
| Kiss Enikő   | Hétpróba    | 14,78     | 1,70 m     | 10,50 m   | 25,96 | 5,75 m     | 35,30 m       | 2:23,41 | 5218        | 14.         |